# 九三式双発軽爆撃機
キ2 九三式双発軽爆撃機
九三式双発軽爆撃機一型（キ2-I）
- 用途：爆撃機
- 分類：軽爆撃機
- 製造者：三菱重工業
- 運用者： 日本（大日本帝国陸軍）
- 初飛行：1933年（昭和8年）5月[1]
- 生産数：174機
- 運用開始：1933年（昭和8年）11月
- 運用状況：退役

九三式双発軽爆撃機（きゅうさんしきそうはつけいばくげきき）は、1930年代中期の大日本帝国陸軍の爆撃機。キ番号（試作名称）はキ2。略称・呼称は九三式双発軽爆、九三双軽爆、九三双軽など。連合軍のコードネームはLouise（ルイーズ）。開発・製造は三菱重工業。

## 開発
1930年（昭和5年）8月、三菱重工業はドイツからユンカース K37双発軽爆撃機を1機輸入し、翌年春に立川飛行場で試験飛行を行なった。このときの飛行は無武装、軽荷重ということもあり極めて軽快な運動性を示し、試験飛行を視察した陸軍関係者の注目を浴びた。この頃、陸軍は満州事変勃発以来の国民からの寄付金約16万2,000円を「陸軍学芸技術奨励寄付金」と称して、K37とドルニエ メルクールを各1機の購入に充てた。購入された2機は、それぞれ「愛国一号」「愛国二号」と命名され、1932年（昭和7年）1月10日にNHKラジオが中継放送する中、代々木練兵場で献納式が開催された。献納された2機は、満州で近接航空支援と患者輸送に運用され、愛国一号は戦線でも高い評価を受けた。9月、陸軍はK37をベースにした新型軽爆撃機の試作を三菱に指示した。
三菱は、製造が終了したばかりの九二式重爆撃機や開発中だった九三式重爆撃機と同じユンカース式の波板構造の全金属機ということもあり、1933年（昭和8年）5月には試作第1号機を完成させた。テスト飛行では最大速度255km/hを記録し、操縦性も良好であることを示したが、この機体はその後着陸時の事故で失われた。しかし、続いて完成した試作第2号機を使って飛行審査が続けられ、同年11月には九三式双発軽爆撃機（同じ年に採用された川崎航空機製の単発軽爆撃機、キ3と区別するため双発軽爆撃機と呼称された）として制式採用された。
なお、開発中には九二式双発偵察機と呼ばれたこともあったようで、1932年11月に描かれた「神州丸」の計画図にその名を見ることができる。

## 設計
同じK37をベースに機体を大型化して開発された九三式重爆撃機（キ1）とは異なり、九三式双発軽爆撃機は基本的にK37のコピーとも言える機体で、これに機体強度の強化や装備の変更を図るとともに、機体の性能自体も向上するよう各部に改良を加えたものだった。本機も低翼単葉の全金属製の双発機で主脚は固定式であったが、エンジンはイギリス製のブリストル ジュピターエンジン（中島飛行機でライセンス生産したもの）を搭載していた。風防、銃座とも開放式であった。

## 運用
生産機は支那事変（日中戦争）中、主に満州方面で使用され、本機1機を指揮機に九三式単軽2 - 3機で編成した爆撃小隊が爆撃隊の主流となった。これは、陸軍内部で軽爆撃機は双発機がよいか単発機がよいかという議論があり、その折衷案としてとられた方式であった。この編制は、爆撃機編隊の死角を無くす意味でも有効であったが、異なる機体を同一目的で同時に使用することから、整備等の運用面では不利であった。
本機は運動性が良く稼働率も高いことから、現場での評判も九三式重爆撃機や九三式単軽より上々だったが、同時期に他国で開発・採用されていた爆撃機と比較すると性能的に見劣りしていた。このため1936年（昭和11年）には、性能向上を目指して大改造を行った型が出現した。この型は、エンジンをより強力なハ8に換装、主脚をナセル内引き込み式にし、操縦席に密閉式の天蓋（風防）を取り付け、機首銃座にも球形の密閉式銃座（装備されていない機体もあった）を設置した。この改造の結果、28 km/hの速度性能の向上が見られたため九三式双発軽爆撃機二型（キ2-II）として1937年（昭和12年）に制式採用された。それまでの生産型は、九三式双発軽爆撃機一型（キ2-I）と呼称されることになったが、同年にはより高性能の九七式軽爆撃機（キ30）が採用されたこともあり、二型の生産は少数で終わった。総生産機数は174機で、前線から引き上げられた後も浜松陸軍飛行学校などで練習爆撃機として長く使用された。

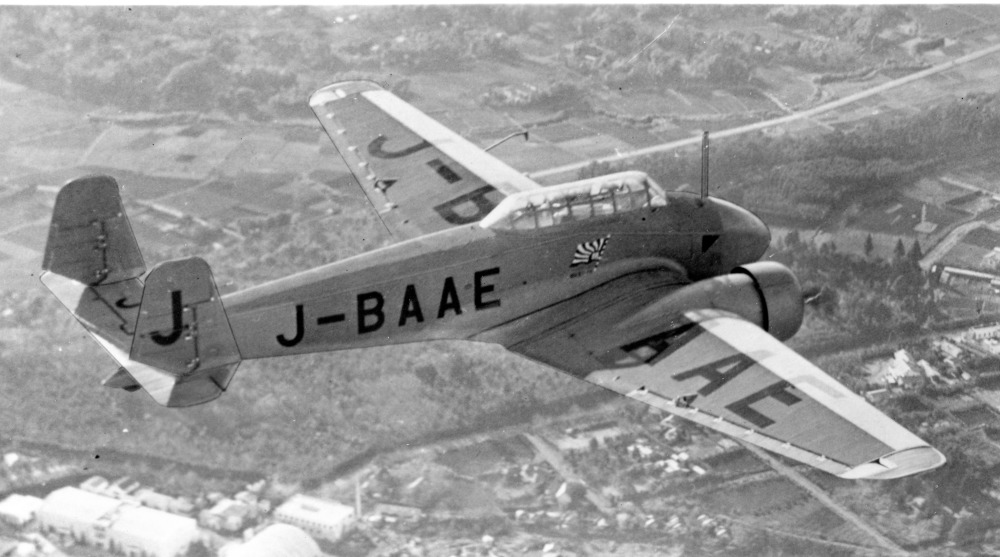
朝日新聞社の鵬型長距離連絡機「南進号」

民間向けには、九三式双発軽爆撃機二型に銃座の撤去や胴体内への燃料タンクと座席の追加、機首形状の流線型への変更などの改造を施した鵬型長距離連絡機が1機製造された。この機体は1936年7月から「南進号」（登録記号：J-BAAE）の名で朝日新聞社によって運用され、長距離通信機として活躍した。南進号は1936年9月には羽田 - 新京間約2,000 kmを9時間10分で、同年12月には立川 - バンコク間約4,930 kmを21時間30分で飛行し、1939年（昭和14年）2月には総飛行距離9,300 kmに及ぶ全中国連絡飛行を行うなど、数々の長距離飛行記録を打ち立てている。その後、1942年（昭和17年）からは中央気象台によって運用されたが、1944年（昭和19年）5月、オホーツク海での流氷観測中に着陸時の事故により大破した。なお、連合軍は鵬型を「中島一式軽爆撃機」だと誤認しており、九三式双軽爆とは別に「Joyce」というコードネームを与えていた。
また、九三式双発軽爆二型を非武装化したのみの機体も、大阪毎日新聞社で連絡機として使用されていた。

## 諸元

### 一型（キ2-I）
- 全長： 12.60 m
- 全幅： 19.962 m
- 全高： 4.635 m
- 主翼面積： 56.2 m2
- 翼面荷重： 80.9 kg/m2
- 自重： 2,800 kg
- 全備重量： 4,550 kg
- エンジン： 中島 ジュピター七型 空冷星型9気筒エンジン（公称500 hp） × 2
- 最大速度： 255 km/h
- 航続距離： 900 km
- 実用上昇限度： 7,000 m
- 乗員： 3名
- 武装： 
  - 7.7mm八九式旋回機関銃 × 2
  - 爆弾最大500kg

### 二型（キ2-II）
- 全長： 12.70 m
- 全幅： 19.962 m
- 全高： 4.635 m
- 主翼面積： 56.2 m2
- 翼面荷重： 83.6 kg/m2
- 全備重量： 4,700 kg
- エンジン： 中島 ハ8 空冷星型9気筒エンジン（公称600 hp） × 2
- 最大速度： 283 km/h
- 乗員： 3名
- 武装： 
  - 7.7mm八九式旋回機関銃 × 2
  - 爆弾最大500kg

### 鵬型
- 全長： 12.41 m
- 全幅： 19.95 m
- 全高： 4.60 m
- 主翼面積： 56.2 m2
- 翼面荷重： 92.5 kg/m2
- 自重： 2,800 kg
- 全備重量： 5,200 kg
- エンジン： 中島 寿三型 空冷星型9気筒エンジン（公称550 hp） × 2
- 最大速度： 283 km/h
- 巡航速度： 222 km/h
- 航続距離： 3,000 km
- 実用上昇限度： 4,500 m
- 乗員： 3 - 5名

## 登場作品
『戦ふ兵隊』
武漢作戦を撮影した記録映画。部隊の根拠地移動に伴い、1機の九三式双発軽爆撃機一型が九三式単発軽爆撃機2機を連れて離陸する。